# Điện mặt trời SP - Infra 1
Điện mặt trời SP - Infra 1, tên ban đầu là Điện mặt trời SP - Infra Ninh Thuận, là nhà máy điện mặt trời xây dựng trên vùng đất xã Phước Vinh huyện Ninh Phước tỉnh Ninh Thuận, Việt Nam 
Điện mặt trời SP - Infra 1 có công suất lắp máy 50 MW, khởi công tháng 4/2018, hoàn hành tháng 6/2019. Nhà máy có diện tích hoạt động 58,7 ha, chủ đầu tư là Công ty TNHH Năng lượng Surya Prakash Việt Nam .